# Магар, Бимал
Бимал Гарти Магар (непальск. विमल घर्ती मगर; 26 января 1998, Навалпараси, Непал) — непальский футболист, нападающий клуба «Рупандехи XI» и сборной Непала.

## Клубная карьера
Бимал является воспитанником непальской футбольной академии. В ноябре 2013 года юный форвард проходил двухнедельный просмотр в «Твенте». В матчах за голландцев он забил четыре гола и отдал один голевой пас. Однако игроку в тот момент ещё не исполнилось 16 лет, поэтому ФИФА наложил вето на трансфер юного футболиста. В марте 2014 года Бимал получил бельгийскую визу и прошёл просмотр в «Андерлехте» и 8 июня официально стал футболистом бельгийской команды. Первым турниром игрока стал Кубок Агаты в Нидерландах. Бимал забил на нём два гола, а его клуб дошёл до финала, уступив там «Атлетико Паранаэнсе». Первую половину сезона 2014/15 он провёл на правах аренды в непальских молодёжных клубах. В декабре 2014 года его контракт с «Андерлехтом» был расторгнут, и он перешёл в «Генк». Бимал вернётся в Бельгию, когда виза будет оформлена, а пока он отдан на правах аренды непальскому клубу «Рупандехи XI».

## Карьера в сборной
В составе главной национальной сборной Непала Бимал дебютировал 20 сентября 2012 года в матче против сборной Бангладеш, став самым молодым игроком в её истории. Год спустя форвард принял участие в матче против сборной Пакистана, в котором он забил свой первый гол за национальную команду.